# Ісаковка (Чишминський район)
Іса́ковка (рос. Исаковка, башк. Исаковка) — присілок у складі Чишминського району Башкортостану, Росія. Входить до складу Чишминської сільської ради.
Населення — 8 осіб (2010; 13 в 2002).
Національний склад:
- башкири — 85 %